# ريكيه (مترو باريس)
ريكيه (بالفرنسية: Riquet)‏ هي محطة مترو تابعة لمترو باريس تقع في فرنسا في الدائرة التاسعة عشرة في باريس.[بحاجة لمصدر]